# Вторая Священная война
Вторая Священная война (448 либо 449—447 годы до н. э.) — вооружённый конфликт в Древней Греции за контроль над общегреческим религиозным центром Дельфами. Особенностью войны стал её практически бескровный характер. Сначала спартанское войско освободило Дельфы из-под контроля Фокидского союза. Через некоторое время армия афинян под командованием Перикла вернула Дельфы своим союзникам фокидянам. Через несколько лет Афины и Спарта подписали мирный договор, а Дельфы получили независимость. Отдалённым результатом войны стала поддержка дельфийскими жрецами Спарты в их противостоянии с Афинами.

## Причины войны
Географически Дельфы располагались в Центральной Греции на территории Фокиды, которая граничила на востоке с Беотией. В городе находился общегреческий религиозный центр Дельфийский оракул. В него стекались паломники со всей Эллады, чтобы задать вопросы Аполлону. В экстатическом состоянии жрица пифия, через которую, по мнению древних греков, говорил бог, изрекала некие фразы, которые затем интерпретировали жрецы. Они придавали пророчествам витиеватые стихотворные формы, которые зачастую предполагали двоякое толкование. По политическому статусу Дельфы представляли уникальную гражданско-храмовую общину, функции управления в которой были распределены между жрецами и амфиктионией — союзом живших вокруг святилища племён.
Такое особое положение богатых и влиятельных, в силу расположения оракула, Дельф вызывало зависть у членов Фокидского союза. Во время Малой Пелопоннесской войны между Пелопоннесским, во главе со Спартой, и Афинским морским союзами фокидяне предприняли очередную попытку подчинить Дельфы. Внешнеполитическая ситуация складывалась для них благоприятно. Фокида, хоть и не входила в Афинский союз, была союзницей Афин. Расположенная на востоке Беотия была подчинена Афинам и не представляла угрозы. Захват Фокидским союзом Дельф датируют промежутком между 451 и 448 годами до н. э.

## Ход боевых действий
Спартанцы посчитали такие действия фокидян святотатством и отправили для освобождения Дельф военную экспедицию. Они без труда освободили святилище и восстановили Дельфийскую амфиктионию. Во время похода спартанцы завязали связи с враждебной Афинам партией в Беотии. После ухода спартанцев в Дельфы было направлено войско афинян под командованием Перикла. Дельфы были возвращены под власть Фокидского союза. В историографии существуют две датировки событий. К. Ю. Белох считал, что походы состоялись в 449 и 447 годах до н. э. соответственно. А. У. Гомм и Ф. Якоби датируют оба события 448 годом до н. э. Такое разночтение связано с текстом одного из схолиев к «Птицам» Аристофана, в котором утверждается, что историк Филохор датировал поход афинян третьим годом после освобождения Дельф. Возможно, учитывая данные Фукидида, «год» здесь следует читать как «месяц».
Существует зафиксированное у Феопомпа и Филохора предположение, что Дельфы у Фокидского союза отобрали беотийцы, а афиняне заставили их уйти. Данная версия современными историками не рассматривается всерьёз, так как во время Второй Священной войны Беотия находилась в подчинении у Афин и не могла начать военные действия против их союзников.
Таким образом Вторая Священная война, которую можно рассматривать в качестве эпизода Малой Пелопоннесской войны, представляла два военных похода, во время которых не произошло никаких больших сражений. Война оказалась практически бескровной.

## Итоги войны
Непосредственным итогом войны стало возвращение Дельф под контроль дружественного Афинам Фокидского союза. Афинянам были предоставлены особые права при посещении Дельфийского оракула. Среди прочего они получали право обращаться через пифию к Аполлону от лица других лиц, а не только от своего собственного. До этого такие же права получили спартанцы, что было зафиксировано надписью на статуе медного волка. Перикл добился нанесения подобной же надписи на боку той же статуи.
Отдалённые последствия Второй Священной войны оказались негативными для Афин. Вмешательство Афин в дела Дельфийского оракула на стороне враждебного для беотийцев Фокидского союза, по всей видимости, стало одним из факторов восстания в 447 году до н. э. Недовольные десятилетним владычеством Афин беотийцы в битве при Коронее полностью уничтожили попавшую в засаду армию под командованием стратега Толмида. Беотия оказалась потерянной для Афин.
Сухопутный путь для афинской армии в Дельфы был закрыт. На этом фоне Дельфийская амфиктиония вскоре вновь стала самостоятельной. По всей видимости, независимость Дельф от Фокидского союза была закреплена в 446/445 году до н. э. в Тридцатилетнем мирном договоре между Афинами и Пелопоннесским союзом во главе со Спартой. Дельфийцы даже добились взыскания с фокидян большого штрафа, на который построили громадную статую Аполлона, согласно Павсанию, высотой в 35 локтей (около 16 м). Поддержка Афинами Фокиды во время Второй Священной войны стала одной из причин, по которой дельфийские жрецы заняли проспартанскую и антиафинскую позицию, что имело большое практическое значение. Так, к примеру, перед началом Пелопоннесской войны спартанцы на вопрос относительно того, начинать им войну или нет, получили ответ: «если они будут вести войну всеми силами, то победят, а сам он [Аполлон] — званый ли, незваный — будет на их стороне». Во время Пелопоннесской войны дельфийский оракул был полностью на стороне Спарты.

### Античные источники
- Павсаний. Описание Эллады / Перевод и примечания С. П. Кондратьева под редакцией Е. В. Никитюк. Ответственный редактор проф. Э. Д. Фролов.. — СПб.: Алетейя, 1996. — ISBN 5-89329-006-2.
- Плутарх. Сравнительные жизнеописания в двух томах / Перевод С. П. Маркиша, обработка перевода для настоящего переиздания — С. С. Аверинцева, переработка комментария — М. Л. Гаспарова.. — второе. — М.: Наука, 1994.
- Фукидид. История. — М.: АСТ, Ладомир, 1999. — 736 с. — ISBN 5-86218-359-0.

### Современные исследования
- Баклер Д. Спарта, Фивы, Афины и равновесие сил в Греции (457—359 гг. до н. э.)  / Печатается по решению кафедры истории древнего мира и средних веков Казанского государственного университета. — Казань: Межгосударственные отношения и дипломатия античности. Учебно-методический комплекс. Ч. 1, 2000. — С. 75—94. — ISBN 5-93139-066-9.
- Гафуров Б. Г., Цибукидис Д. И. Александр Македонский и Восток. — М.: Наука, 1980.
- Кулишова О. В. Глава IV. Дельфы в межгосударственных отношениях V в. до н. э. // Дельфийский оракул в системе античных межгосударственных отношений (VII–V вв. до н. э.). — СПб.: Издательский Центр "Гуманитарная Академия", 2001. — 432 с. — (Studia classica). — ISBN 5-93762-009-7.
- Лурье С. Я. История Греции / Составитель, автор вступительной статьи Э. Д. Фролов. — СПб.: Издательство С.-Петербургского ун-та, 1993. — 658 с. — 800 экз. — ISBN 5-288-00645-8.
- Льюис Д.-М. Глава 6. Тридцатилетний мир // Кембриджская история Древнего мира / Под редакцией Д.-М. Льюиса, Дж. Бордмэна, Дж.-К. Дэвиса, М. Оствальда. — М.: Ладомир, 2014. — Т. V. Пятый век до нашей эры. — ISBN 978-5-86218-519-5.
- Строгецкий В. М. Афины и Спарта. Борьба за гегемонию в Греции в V в. до н. э. (478-431 гг.) / Отв. ред. Μ. М. Холод. — СПб.: Изд-во С.-Петерб. ун-та,, 2008. — 291 с. — (Res Militaris). — ISBN 978-5-288-04619-3.
- Суриков И. Е. Античная Греция: политики в контексте эпохи: время расцвета демократии. — М.: Наука, 2008. — 383 с. — ISBN 978-5-02-036984-9.
- Суриков И. Е. Античная Греция: политики в контексте эпохи. На пороге нового мира. — М.: Русский фонд содействия образованию и науке, 2015. — 392 с. — ISBN 978-5-91244-140-0.
- Хаммонд Н. История Древней Греции / Пер. с англ. Л.А. Игоревского. — М.: Центрполиграф, 2008. — ISBN 978-5-9524-3490-5.
- Skoczylas F. A. The Concept of Sacred War in Ancient Greece (англ.). — The University of British Columbia, 1987.